# The Sadies
The Sadies est un groupe de rock indépendant et country alternative canadien, originaire de Toronto, en Ontario.

## Biographie
Le groupe est composé de Dallas Good (également membre de Phono-Comb), Travis Good, Sean Dean et Mike Belitsky. Dallas et Travis Good sont les fils de Bruce Good, un membre du groupe canadien de country The Good Brothers.
En 1998, le groupe publie son premier album studio, intitulé Precious Moments. Plusieurs autres albums suivent, dont In Concert Vo. 1 en 2006.
En complément de leurs propres enregistrements, les Sadies collaborent fréquemment avec d'autres groupe de country rock tels que Blue Rodeo, Jon Langford et Neko Case. La musique du groupe apparaît également dans la série d'animation 12 oz. mouse diffusé sur la chaîne Adult Swim. Les membres de The Sadies ont également participé, avec Greg Keelor et Rick White, au groupe The Unintended, et ont effectué au début de l'année 2008 une tournée conjointe avec le groupe Heavy Trash de Jon Spencer sous le nom de Heavy Trash and The Sadies assurant la première partie et partageant la scène. Ils collaborent aux albums Red Dirt en 1999 et Night and Day en 2012 d'Andre Williams.
Le 18 mai 2010, The Sadies publie l'album Darker Circles chez Outside Music et Yep Roc Records. Darker Circles est nommé pour un prix de musique Polaris en 2010, et remporte en 2012 un prix Juno avec Mike Roberts dans la catégorie de meilleur clip. Plus tard le groupe sort l'album Internal Sounds, le 17 septembre 2013 chez Outside Music ; puis And the Conquering Sun, une collaboration avec Gord Downie chez Arts and Craft Productions ; et Northern Passages, en février 2017 chez Yep Roc Records.

## Discographie

### Albums studio
- 1998 : Precious Moments (produit par Steve Albini)
- 1999 : Pure Diamond Gold
- 2001 : Tremendous Efforts
- 2002 : Stories Often Told
- 2003 : Mayors of the Moon (Jon Langford and His Sadies)

- 2013 : The Good Family Album
- 2013 : Internal Sounds
- 2017 : Northern Passages

### Collaborations
- 1999 : Red Dirt avec Andre Williams

- 2006 : In Concert Volume One
- 2006 : Tales of the Rat Fink
- 2007 : New Seasons
- 2009 : Country Club
- 2010 : Darker Circles Front
- 2012 : Night and Day (avec Andre Williams)
- 2014 : And the Conquering Sun (avec Gord Downie)